# Jorge Lima Barreto

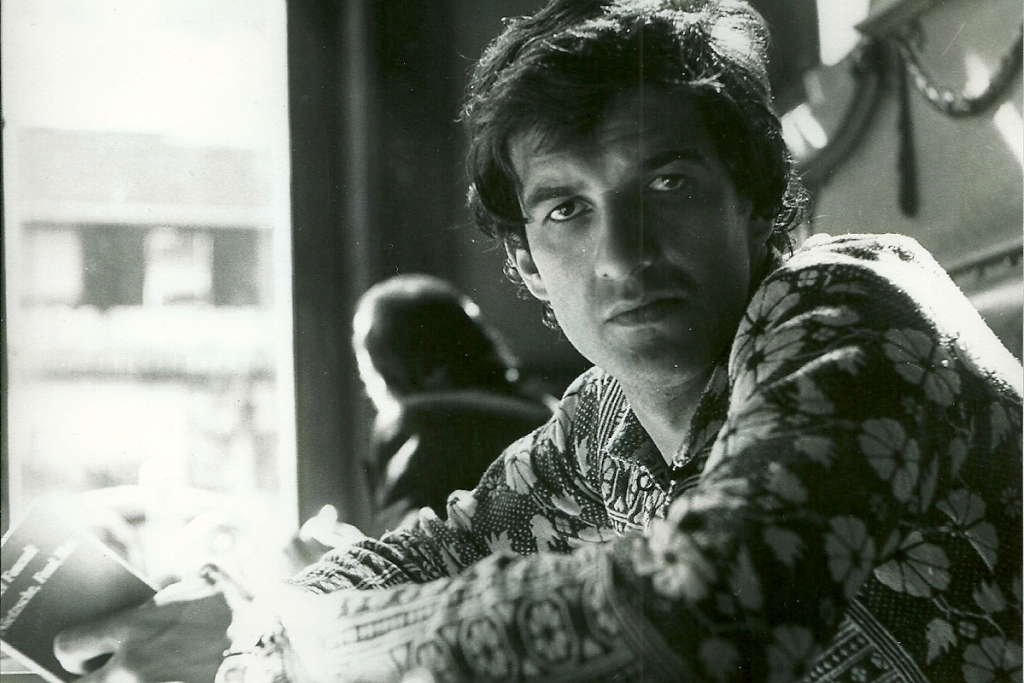
Jorge Lima Barreto im Café Majestic in Porto (1970er Jahre)

Fernando Jorge da Ponte de Lima Barreto (* 26. Dezember 1947 in Vinhais; † 9. Juli 2011 in Lissabon) war ein portugiesischer Musiker und Komponist.

## Leben
Nachdem Barreto als Kind bereits Interesse am Piano entwickelt hatte, nahm er später Musikunterricht parallel zu seinem geschichtsphilosophischen Studium an der Universität Porto (Abschluss 1973). 1969 hatte er die Free-Jazz-Band Anarband mitbegründet, in der u. a. auch Rui Reininho Mitglied war, der später Sänger der Rock- und Pop-Band GNR wurde. Von 1977 bis 1982 bereiste Barreto Südamerika, über deren Musiktraditionen er eine Doktorarbeit plante, und die USA. Durch Jean Sarbib bekam er Zugang zu den Kreisen experimenteller Musiker in New York City, wo er sich wieder stärker improvisierter Musik zuwandte. 1982 zog er nach Lissabon, und war zugleich beteiligt an der Organisation des Festival de Vilar de Mouros 1982. Auch als Musikjournalist für verschiedene portugiesische Zeitungen war er aktiv, und er schrieb Bücher zu den Themenbereichen Musik, Medien, Kommunikationsästhetik und Technologien.
1982 gründete Barreto mit GNR-Mitbegründer Vítor Rua das Free-Jazz- und Neue-Improvisationsmusik-Projekt Telectu, das eine Vielzahl von Schallplatten veröffentlichte. Daneben schrieb Barreto weiter, u. a. Musik für Theater und Film, und über Musiktheorie. Auch Radioprogramme gestaltete er, u. a. von 1982 bis 1991 die Sendung Musonautas des Senders Rádio Comercial.
1995 wurde Jorge Lima Barreto an der Universidade Nova de Lisboa in Musikwissenschaft und sozialer Kommunikationstheorie promoviert.
Am 9. Juli 2011 starb Jorge Lima Barreto in einem Lissabonner Krankenhaus an den Folgen einer Lungenentzündung.